# Barry Lategan
Barry Lategan (7. ledna 1935 – 11. srpna 2024) byl módní, redakční a komerční fotograf původem z Jihoafrické republiky, nejznámější díky svému objevu modelky Twiggy a ranou spolupráci s ní a pro britský a italský Vogue.

## Život a kariéra
Lategan se narodil 7. ledna 1935 v Jihoafrické republice a do Británie přišel v roce 1955 studovat na Bristol Old Vic Theatre School. Byl povolán do vojenské služby u RAF a v tomto období objevil fotografii. V roce 1959 se vrátil do Jihoafrické republiky a pomáhal fotografce z Kapského Města Ginger Oadsové. V roce 1961 se vrátil do Londýna.
V roce 1988 nafotil Kalendář Pirelli.
Ve srovnání s Davidem Baileym byl Lategan popisován jako „Gainsborough módní fotografie“. Fotografoval princeznu Anne, Paula McCartneyho, Lindu McCartney, modelku Iman, Germaine Greerovou, Calvina Kleina, Margaret Thatcherovou, Sol Campbell, Johna Majora nebo Salmana Rushdieho.
V roce 2007 byl jmenován čestným členem Královské fotografické společnosti.
Lategan v roce 2006 utrpěl těžký pád, který způsobil vážné poranění mozku a stále více ovlivňoval jeho chování. V roce 2016 mu byla diagnostikována frontotemporální demence (FTD), zatímco byl rozdělen podle zákona o duševním zdraví, o kterém on a jeho rodina veřejně diskutovali, aby zvýšili povědomí o tomto stavu. V roce 2015 čelil Lategan obvinění ze sexuálního obtěžování a byl obviněn z osahávání dvou žen, které v letech 2013 a 2014 skautoval. Kvůli omezené kapacitě se případ nedostal k porotě.
Jeho fotografie vystavovaly Victoria and Albert Museum, The National Portrait Gallery, Galerie Olympus, Royal Photographic Society, Bath a Jihoafrická národní galerie.
Lategan zemřel v Londýně 11. srpna 2024 ve věku 89 let.